# جان کدی (ورزشکار گلف)
جان کدی (انگلیسی: John Cady; ۲۶ ژانویهٔ ۱۸۶۶ – ۱۲ نوامبر ۱۹۳۳) گلف‌باز اهل ایالات متحده آمریکا بود.